# Доњи Локањ
Доњи Локањ је насељено мјесто у општини Зворник, Република Српска, БиХ. Према прелиминарним подацима пописа становништва 2013. године, у насељу је живјело 1.100 становника.

## Становништво
Према попису становништва из 1991. године, мјесто је имало 1.407 становника.
| Демографија | Демографија | Демографија |
| Година      | Становника  | Становника  |
| ----------- | ----------- | ----------- |
| 1948.       | 1.223       |             |
| 1953.       | 1.336       |             |
| 1961.       | 1.470       |             |
| 1971.       | 1.541       |             |
| 1981.       | 1.537       |             |
| 1991.       | 1.407       |             |
| 2013.       | 1.100       |             |